# 六角義賢
六角 義賢（ろっかく よしかた）は、戦国時代から安土桃山時代にかけての武将・守護大名。近江国守護。南近江の戦国大名。六角氏15代当主。観音寺城主。官位は従五位下・左京大夫。剃髪後は承禎（じょうてい）と号した。

## 生涯

### 家督相続
大永元年（1521年）、六角定頼の嫡男として誕生。
天文2年（1533年）4月21日、観音寺城で元服し、室町幕府12代将軍・足利義晴より偏諱を受け、義賢と名乗った。
父・定頼の晩年から共同統治を行ない、父と共に姉婿に当たる細川晴元を援助して、三好長慶と戦った（江口の戦い）。
天文21年（1552年）、父の死去により家督を継いで六角家の当主となる。六角家は甲賀郡を含む近江国の守護であり、更に他国の伊賀国の4郡の内の3郡の間接統治も行っていた。
弘治3年（1557年）、嫡男・義治に家督を譲って隠居し、剃髪して承禎と号したが、実権は永禄11年（1568年）のいわゆる永禄崩れまで握り続けた。

### 三好氏、浅井氏との争い
父の死後も13代将軍・足利義輝や細川晴元を助けて三好長慶と戦うが、優勢であった三好氏との勢力差が逆転し、敗戦し続けた。しかし永禄元年（1558年）、北白川の戦いの後に義輝と長慶の和睦を仲介することで義輝を京都に戻し、面目を保っている。これを契機に、対立していた北近江の浅井久政が六角領に対して侵攻を開始するが撃退し浅井氏を従属下に置いた。従属関係を強調するため、久政の嫡男に偏諱を与えて賢政と名乗らせたり（後に長政と改名）、家臣の平井定武の娘を娶わせたりした（後に離婚）。
永禄3年（1560年）、浅井長政が六角氏に対して反抗を開始、義賢はこれを討伐するために大軍を自ら率いたが、長政率いる浅井軍の前に大敗を喫した（野良田の戦い）。
この敗戦により、それまで敵視していたと言われる斎藤義龍とも同盟関係を結び、対浅井氏の戦を繰り広げていくが、戦況は芳しくはなかった。斎藤義龍との同盟は、家督を譲られた嫡男・義治が主導したものと思われる。承禎は姉妹が美濃国守護・土岐頼芸に嫁いでいるため、美濃を簒奪した出自の怪しい美濃斎藤氏との同盟に反対する旨の書状が見つかっている。承禎は室町時代以来の伝統的な同盟相手である土岐氏の美濃復帰を志向する保守的な性格を示すと共に、斎藤氏が織田氏・朝倉氏と敵対関係にあったことから、その対立に六角氏が巻き込まれることを危惧する現実的判断があったと考えられる。なお、前述の浅井長政の離反に関しては、長政が朝倉義景の従属下に入ったことでその支援を背景に起こしたもので、これによって六角・朝倉両家の関係が悪化していたとする指摘もある。

### 上洛と観音寺騒動
永禄4年（1561年）、細川晴元が三好長慶に幽閉されると承禎は激怒し畠山高政と共に京都に進軍し長慶の嫡男・三好義興と家老の松永久秀と対戦。一時的ではあるが三好氏を京都より追い出すことに成功している（将軍地蔵山の戦い）。
永禄5年（1562年）3月5日、高政は河内国に於いて長慶の弟である三好実休に大勝し、実休を敗死に追い込んでいる（久米田の戦い）。そして翌6日に承禎は洛中に進軍し、8日に徳政令を敷き山城国を掌握した。
しかし、承禎はなぜか山城を占拠した後は動かず、4月25日には高政に督促されたが依然として停滞し、続く5月19日から20日にかけて教興寺の戦いで畠山軍が壊滅すると山城から撤退、三好長慶と和睦した。
永禄6年（1563年）10月、義治が最有力の重臣で人望もあった後藤賢豊を観音寺城内で惨殺するという事件が起こった（観音寺騒動）。賢豊が承禎の信任が厚かったことから、義治が賢豊を殺害したのは承禎の影響力を排除する目的であったとする説もある。これにより、家臣の多くが六角氏に対して不信感を爆発させ、承禎も義治と共に観音寺城から追われるまでに至ったが、重臣の蒲生定秀・賢秀父子の仲介で承禎父子は観音寺城に戻ることができた。
永禄8年（1565年）5月、将軍・足利義輝が三好三人衆らに殺害される（永禄の変）と、義輝の弟・覚慶（後の足利義昭）が近江の和田惟政の下に逃れる。当初、承禎は覚慶の上洛に協力する姿勢を見せて野洲郡矢島に迎え入れたり、織田信長・浅井長政の同盟（お市の方と長政の婚姻）の斡旋をしているものの、三好三人衆の説得に応じて義昭（覚慶）を攻める方針に転じたため、義昭は朝倉義景の下に逃れた。
これを受けて、永禄9年（1566年）には浅井長政が六角領に対して侵攻を開始、蒲生野合戦が行われるが、六角家中は観音寺騒動を契機に浅井家側に寝返る家臣が生じるなど求心力を失っており、浅井を食い止めるだけで精一杯となった。時期は明らかではないが、義賢がしたためた「今更、浅井に馬をつなぐことは恥辱である」との趣旨の文書が残されている。

### 織田信長の上洛と抗戦
永禄11年（1568年）、織田信長が足利義昭を奉じて上洛を開始すると、承禎は三好三人衆と通じて信長の従軍要請を拒絶、織田軍と戦った。しかし観音寺城の戦いで大敗を喫し、東山道沿いの観音寺城から南部の甲賀郡に本拠を移した。
元亀元年（1570年）6月には体制を建て直し、承禎は甲賀郡から南近江に北進、長光寺城に立て籠もる信長の重臣・佐久間信盛と柴田勝家を激しく攻めたてた（野洲河原の戦い）。更に8月には義治と共に朝倉義景・浅井長政や三人衆らと同盟し（野田・福島の戦い）、南近江の地で織田軍を圧迫、また10月初旬に出向いた徳川の援軍とも戦っている。この戦いでは同盟軍が優勢となり危機に陥った信長は同盟軍の切り崩しを図り、11月に足利義昭を通じて承禎父子と和睦している（志賀の陣、信長包囲網）。なお、観音寺城を奪還できないまま信長と和睦した承禎父子は実質的には降伏に等しく、この和睦をもって大名としての六角氏は滅亡したとする評価もある。
元亀3年（1572年）1月、甲賀郡から承禎は再度出陣し、湖南の三宅城・金森御坊（金森の一向一揆）と共に信長に抗戦している。これに手を焼いた信長は佐久間信盛と柴田勝家に攻撃を命じ、付近の寺院をことごとく放火し、近在の百を越える村々に今後、六角氏に味方しないよう起請文を提出させている（元亀の起請文）。このころ、大和の松永久秀や将軍・足利義昭も織田信長から離反しており、織田家の最前線は実質的に承禎がゲリラ戦を展開する近江まで後退していた。

### 信長包囲網の崩壊と晩年
元亀4年（1573年）4月、承禎は湖東に進出し鯰江貞景の鯰江城に入った。信長は百済寺に陣を構え、佐久間信盛・柴田勝家・蒲生賢秀・丹羽長秀により鯰江城を囲んだが、同月11日に百済寺が六角勢を支援していたとして寺を焼き払い、攻略を諦めて岐阜に帰還している。
しかし、天正元年（1573年）8月、承禎と連携していた朝倉義景・浅井長政が刀根坂の戦い・小谷城の戦いでそれぞれ敗れ、信長に討たれてしまう。
同年9月4日、信長はそのまま佐和山城に入り、六角義治の籠る鯰江城攻めを柴田勝家に命じ、今度はこれを落とし9月6日に岐阜へ凱旋した。更に、同月、承禎の籠る甲賀郡北部の菩提寺城と石部城も佐久間信盛に包囲された。
同年10月25日、長島一向一揆を攻めた織田勢は帰陣の際に甲賀・伊賀勢を加えた門徒に襲撃され殿軍の林通政が討ち取られたが、信長は難を逃れ大垣を経て岐阜に帰還した。翌天正2年（1574年）4月13日、菩提寺城と石部城もついに落城し、承禎は夜間雨に紛れ甲賀郡南部の信楽に逃れた。
一方、畿内においては、同年正月に大和の松永久秀が信長に服属、同年11月に摂津の伊丹親興が織田方の荒木村重に城を落とされ自害、山城や摂津に居た三好三人衆も霧散し、畿内はほぼ信長に制圧された。その後、承禎は甲賀と伊賀の国人を糾合して信長に抗戦したとも、石山本願寺の扶助を受けていたとも、あるいは隠棲していたともいわれるがはっきりしていない。
天正9年（1581年）4月には、長年独立を保っていた伊賀もついに信長に平定された（天正伊賀の乱）。同年、承禎はキリシタンの洗礼を受けている。
その後、承禎は天下を掌握した豊臣秀吉の御伽衆となり、秀吉が死去する前の慶長3年（1598年）3月14日に死去した。享年78。

### 没後
子の義治は慶長17年（1612年）、義定は元和6年（1620年）にそれぞれ死去した。承禎の位牌は嫡男・義治と共に、京都府京田辺市の一休寺にある。義治の系統は加賀藩士、義定の系統は江戸幕府旗本となった。

## 人物
承禎は弓馬の名手で、弓術は家臣の吉田重政に日置流（吉田流）を学び、唯一人の印可を受けた腕前であった（経緯については日置流参照）。馬術も大坪流を学び、佐々木流を興してその名を残している。嫡男・義治も晩年は豊臣秀頼の弓術師範としてその名を残している。
信長は六角領を支配下に置いて安土城を築城した際、城内に「江雲寺御殿」という義賢の父・定頼を祀る御殿を築いている。このことから新谷和之は「信長は定頼の近江支配の実績に敬意を払っていたと見られるが、このことは義賢に対する一般的な認識を示していると考えられ、端的に言うと偉大な父とダメな息子となろうか」と評している。

## 系譜
- 父：六角定頼（1495-1552）
- 母：呉服前
- 正室：畠山義総娘
- 継室：畠山義総娘（1523-1547） - 正室は姉、継室はその妹 法名：興禅院殿春岳宗椿[15]
  - 長男：六角義治（1545-1612）
- 生母不明の子女
  - 男子：六角義定（1547-1620）
  - 女子：畠山義綱正室

## 偏諱を受けた人物
従属下に置いた浅井賢政（後の長政）のほか、以下賢のある人物が偏諱を与えられた人物である。
| - 池田景雄 - 蒲生定秀 - 蒲生賢洪（定秀の弟） - 蒲生賢秀（定秀の嫡男） - 後藤賢豊 - 進藤賢盛（進藤山城守） - 多羅尾光俊 - 永田賢弘（永田備中入道） - 楢崎賢道（楢崎太郎左衛門尉） | - 布施公雄 - 三雲賢持（成持の兄） - 三雲成持 - 宮城賢甫（かたよし、名は堅甫とも表記される、別名：賢祐、宮城豊盛は娘婿） - 山岡景隆 - 山崎片家 - 山中長俊 - 吉田重政 |